# Dune: The Battle of Corrin
Dune: The Battle of Corrin è un romanzo di fantascienza di Brian Herbert e Kevin J. Anderson, il terzo della trilogia Legends of Dune. Fu pubblicato in un unico volume in lingua inglese ed è inedito in italiano.
La serie racconta il Jihad Butleriano, una crociata intrapresa dagli ultimi umani liberi nell'universo contro le macchine pensanti, una forza violenta e dominante guidata dal computer senziente Omnius.

## Trama
La macchina senziente Omnius continua con i suoi piani di eradicazione di tutti gli esseri umani nell'universo. Dietro suggerimento del traditore Thurr Yorek, un retrovirus RNA è stato progettato dal catturato Tlulaxa Rekur Van e dal robot indipendente Erasmus. Omnius lancia poi capsule contenenti il retrovirus per infettare i pianeti abitati dagli sfortunati umani. Con un tasso diretto di mortalità del 43%, il virus riesce a paralizzare in modo efficace la Lega dei Nobili, lasciandoli vulnerabili agli attacchi.
Si è scoperto che il consumo del melange di spezia ha l'effetto sia di rafforzare l'immunità al retrovirus, sia di fermare la progressione in alcuni di quelli già infettati. Omnius, ignaro che il virus è già stato di fatto fermato, si prepara per la seconda fase del suo attacco. Raccoglie la maggior parte degli eserciti delle macchine di stanza sui diversi Mondi Sincronizzati, e lancia la flotta verso la capitale della Lega dei Nobili, Salusa Secundus. Dopo aver appreso della distruzione imminente diretta verso di loro dalle macchine, Vorian Atreides formula un piano in base al quale gli esseri umani possono lanciare attacchi di impulsi atomici su tutti i mondi sincronizzati indifesi, liberando così tutto l'universo da Omnius. Tuttavia, questo piano prevedeva l'uso dell'ancora inaffidabile tecnologia della piegatura dello spazio, al fine di portare a termine gli attacchi prima che le macchine abbiano la possibilità di richiamare la flotta in rotta verso Salusa. La Grande Purga è riuscita a distruggere Omnius su tutti i pianeti tranne su uno, anche se con un costo spaventoso in termini di vite umane, perché ogni pianeta è stato ridotto in macerie, e mentre tutte le macchine sono state distrutte, tutti gli esseri umani e gli schiavi catturati su questi pianeti sono stati uccisi. Ogni volta che gli eserciti umani piegano lo spazio in una nuova posizione vi è un tasso di perdite umane del 10% a causa delle inaffidabili piegature dello spazio e a causa del principio di indeterminazione. In tutto, il conto è stato pari a miliardi di vite perdute. Gli umani però non sono in grado di distruggere il mondo sincronizzato primario di Omnius, Corrin. Mentre le sue altre incarnazioni vengono attaccate, il cogitor Vidad viaggia a Corrin e avverte Omnius della controffensiva umana. La flotta delle macchine viene richiamata per difendere la loro ultima roccaforte residua. Nonostante questo, il Jihad di Serena Butler è dichiarato finito. La Grande Purga è conclusa con un'impasse tra gli esseri umani e le macchine pensanti sul pianeta Corrin. Mentre l'esercito umano non è in grado di distruggere le macchine, è però in grado di intrappolare Corrin circondando il pianeta con una rete di satelliti criptatori, in modo che ogni macchina pensante che tenti di lasciare il pianeta si ritrovi con la mente e la relativa circuiteria distrutta. Questa situazione si protrae per quasi 20 anni con le macchine non in grado di sfuggire, e la maggior parte degli esseri umani che non vogliono entrare in un'altra battaglia. Omnius, sempre su suggerimento di Thurr, invia macchine con menti primitive che possono eludere la rete dei criptatori per attaccare Salusa Secundus e Rossak. Questi attacchi hanno un effetto limitato, ma sono sufficienti per ricordare agli umani che le macchine sono ancora una minaccia. Dando enfasi alla sua vittoria contro i Titani (vedi sotto), Vorian Atreides convince la Lega ad attaccare Corrin. Di fronte ai robot che utilizzano scudi umani, non sono in grado di usare le loro armi principali tattiche a causa del tradimento di Abulurd Harkonnen, quindi l'esercito dell'Umanità è impantanato intorno a Corrin. Sono costretti ad utilizzare la maggior parte delle loro armi atomiche per distruggere i robot difensori. C'è un'offensiva di terra di mercenari Ginaz che distrugge finalmente Omnius, ma non prima che lui riesca a inviare uno sconosciuto messaggio nello spazio. Dopo la Battaglia di Corrin, il viceré Faykan Butler si rinomina in Faykan Corrino per commemorazione.

### Il culto di Serena
Dopo aver visto i suoi genitori soccombere alla macchina ("demone") Scourge, e sopravvivendo lei stessa a stento, Rayna Butler inizia la sua crociata personale contro le macchine pensanti. Affermando di aver avuto una visione di Serena Butler stessa (forse era un'allucinazione causata dalla sua malattia), Rayna inizia distruggendo qualunque cosa assomigli a macchine pensanti, tra cui anche i dispositivi innocui, e ha un disperato bisogno di attrezzature mediche. Nasce una nuova setta nota come i Martyrist che adorano tre martiri: Serena Butler, Manion l'Innocente, e Iblis Ginjo, che vengono immediatamente inclusi nella missione di Rayna. Guidati da Rayna, il Culto di Serena provoca più caos per gli esseri umani rispetto alle macchine pensanti. Nonostante l'ipocrisia intrinseca (come la distruzione di alcune tecnologie, ma l'uso continuo di navi spaziali) all'interno della setta, l'eredità del culto resiste. Il comandamento primario nella Bibbia cattolica di Orange, "Non plasmerai una macchina a somiglianza di una mente umana" è attribuito direttamente a Rayna Butler. Inoltre, il gruppo è responsabile per le leggi severe che vietano tutte le macchine pensanti, per cui viene prevista la pena di morte (e talvolta tortura).

### Distruzione dei titani
Durante i 20 anni di impasse i tre restanti Titani, Agamennone, Juno e Dante, stanno lottando per ricostruire il loro impero cymek. Mentre sondano Wallach IX, che è stata devastato durante la Grande Purga, in cerca di possibili superstiti che hanno bisogno di aiuto, Primero Quentin Butler (Faykan e padre di Abulurd Harkonnen) viene catturato dai cymeks, e portato alla roccaforte dei Titani, Hessra. Lì viene torturato e trasformato in un cymek. Dopo aver appreso questo, Vorian Atreides finge il suo ritiro e si reca ad Hessra. Una volta lì riacquista la fiducia del padre Agamennone. Con un colpo finale, Vorian e Quentin uccidono i Titani ed i loro subalterni cymek, ma a costo della vita di Quentin.

### La faida fra Atreides e Harkonnen
Una storyline seguita in tutto il romanzo è il rapporto tra Vorian Atreides e Abulurd Butler. Abulurd è fieramente fedele al suo mentore Vorian. Vorian dice ad Abulurd la verità che si cela dietro la morte di Xavier Harkonnen, e che è stato Iblis Ginjo a tradire l'umanità e non Xavier. Abulurd cambia così il suo cognome in Harkonnen, e viene denigrato dalla maggior parte della Lega. Anche se questo impantana la carriera militare di Abulurd, Vorian riesce ancora a promuoverlo al grado di Segundo nell'esercito del Jihad, e infine al grado di Bashar nell'esercito dell'Umanità. Insieme giurano di vincere la guerra contro le macchine pensanti, e una volta che l'obiettivo sarà raggiunto questo pulirà la nomea di Xavier Harkonnen.
Il loro rapporto prende una brutta piega durante la Battaglia di Corrin di fronte alla situazione degli scudi umani. Erasmus ha catturato due milioni di esseri umani prigionieri in una serie di container programmati per esplodere durante gli avanzamenti della flotta umana, chiamata Ponte di Hrethgir. Vorian ritiene che sacrificare gli esseri umani prigionieri è una perdita necessaria, ma Abulurd non è d'accordo. I due litigano fino a che Vorian solleva Abulurd dal comando e lo confina nei suoi alloggi. In un ultimo tentativo di salvare i prigionieri, Abulurd disattiva le armi per tutta la flotta, rendendo l'attacco a Corrin più difficile e pericoloso e, causando infine molte più vittime. Entrambi però non sanno che il robot Erasmus ha disabilitato la programmazione degli scudi umani, salvando gli esseri umani in orbita. A seguito della vittoria, Abulurd viene scaricato e bollato come codardo da Vorian, anche se non viene marchiato come traditore come suo nonno Xavier, e bandito dalla Lega. Dopo che Abulurd è condannato all'esilio in Lankeveil, ai suoi bambini vengono raccontate storie su come la loro nobiltà era stata rubata alla loro Casa. Quando Abulurd muore di febbre, i suoi figli dicono che è stato Vorian Atreides a portare la febbre per distruggere gli Harkonnen. Quando la Casa Harkonnen ritorna all'impero, le loro accuse selvagge a Casa Atreides vengono accettate come verità. Inizia così la faida tra la Casa Atreides e la Casa Harkonnen.

### Le Bene Gesserit
Le streghe di Rossak muovono i loro ultimi passi per diventare la sorellanza Bene Gesserit quando una recrudescenza della peste-macchina si verifica dopo la Grande Purga. Raquella Berto-Anirul (nipote di Vorian Atreides) e Mohandas Suk, due medici, arrivano per prestare aiuto durante la nuova epidemia. Dopo essere stata infettata lei stessa, Raquella compie una miracolosa guarigione ad opera di sostanze che si trovano sul pianeta. Paranoica e con la sensazione che il medico potrebbe in qualche modo usurpare il suo potere, il capo delle Streghe, Ticia Cenva, avvelena Raquella con la droga Rossak. Invece di ucciderla, risveglia l'Altra Memoria all'interno di Raquella. Riesce a convertire internamente il veleno in una sostanza innocua, e diventa così la prima a subire quello che sarebbe poi diventato l'agonia della Spezia. Ticia si uccide, ed è implicito che Raquella diventa la prima Reverenda Madre Bene Gesserit. Dopo il Jihad Butleriano, Raquella assume il comando sulle streghe di Rossak e sui loro programmi di allevamento e fonda la scuola di pensiero Bene Gesserit.

### La Scuola Suk
Dopo che la situazione delle streghe Rossak si è risolta, Mohandas Suk si impegna nella sua missione di “Formare una scuola di medicina, come nessuno nella Lega ha mai visto." Questa, naturalmente sarà più tardi conosciuta come la Scuola Suk.

### La Gilda
Determinata a trovare una soluzione al problema del piegare lo spazio, Norma Cenva compie un esperimento su sé stessa mediante sigillatura all'interno di un serbatoio riempito con melange gassoso. Mutando orribilmente, scopre che è in grado di guidare una nave attraverso le pieghe dello spazio. Alla fine del libro si vede Norma e suo figlio dirigere l'addestramento della prossima generazione di navigatori. Le imprese VenKee continuano a tenere in pugno il loro monopolio della piegatura dello spazio e a rafforzare la propria compagine, trasformandosi in seguito in Gilda dei Navigatori.

### I Mentat
Erasmus continua il suo esperimento con Gilbertus Albans, che definisce il suo Mentat. Dopo 70 anni, diventa chiaro che il robot indipendente ama suo "figlio" anche se non ha problemi a brutalizzare gli altri esseri umani. Quando Gilbertus si introduce su uno dei cargo trasportatori del ponte di Hrethgir contenente un clone di Serena Butler di cui si è infatuato, Erasmus disabilita il meccanismo esplosivo dei container per salvarlo. In tal modo, Erasmus condanna l'intero impero delle macchine. Rendendosi conto che Hrethgir dominerà l'universo, suggerisce a Gilbertus di insegnare agli altri esseri umani a "pensare in modo efficiente." Apparentemente Erasmus sopravvive alla battaglia quando Gilbertus contrabbanda il suo nucleo di memoria.

### I Fremen
Durante la corsa alla spezia per curare l'epidemia di retrovirus, molti prospettori vengono ad Arrakis. Il romanzo segue la lotta tra Ishmael, che vuole seguire la rigorosa tradizione Zensunni, e il suo figliastro El'hiim, che vuole trarre profitto da coloro che vengono dai mondi esterni di Arrakis. Incapace di influenzare El'hiim, Ishmael lo sfida a duello di vermi della sabbia e perde. Anche se sconfitto, molti degli Zensunni scelgono di lasciare la comunità e seguire Ishmael come Free Men di Arrakis.

## Edizioni
- Brian Herbert e Kevin J. Anderson, Dune: The Battle of Corrin, Tor Books, 2004, ISBN 0-7653-0159-8.